# Аудагост
Аудагост (совр. Тегдауст) — один из главных торговых городов Западной Африки, расположен на территории современной Мавритании. Город был основан в V-VI веке как перевалочный пункт на создаваемых транссахарских путях. Первоначально город населяли сонинке.
С одомашниванием верблюда город разросся. В IX веке Аудагост был столицей государства, созданного берберским племен лемтуны. В середине XI века город был захвачен Средневековой Ганой. Однако уже в 1056 году Аудагост был присоединён к государству Альморавидов.
С начала XIII века Аудагост попал в сферу влияния Средневекого Мали. Однако к XVII веку город был заброшен и разрушен.
В период расцвета в Аудагосте выращивали финики, пшеницу, просо, тыквы, хну. Разводили крупный и мелкий рогатый скот. Аудагост, расположенный на расстоянии 10-20 дней пути от Ганы на запад, служил важным торговым перевалочным пунктом, через которых золото и соль доставляли в Сиджилмасу. По словам арабского путешественника IX века аль-Бекри, в городе существовало искусственное орошение.
Место действия рассказа Брюса Стерлинга «Ужин в Одогасте».
Руины города Аудагост находятся на севере от г. Тамшакет.